# Полтавський район (Омська область)
Полтавський район — адміністративно-територіальна одиниця (район) і муніципальне утворення (муніципального району) на південному заході Омської області Росії.
Адміністративний центр — селище Полтавка.

## Географія
Площа району — 2800 км².

## Історія
Район утворений Постановою ВЦВК від 25 травня 1925 року шляхом перетворення Полтавської укрупненої волості Омського повіту Омської губернії. Район увійшов до складу Омського округу Сибірського краю.
1 жовтня 1933 року район був скасований, сільради відійшли до Ісилькульского району — весь Полтавський район, за винятком Гвоздевскої сільради, що відійшла в Шербакульский район.
У 1935 році став національним (українським) районом і зберігав цей статус до кінця 1930-х років.

## Населення
В районі мешкає біля 20 тис. людей.
Урбанізація
У міських умовах (селище міського типу (з 1986 р.) Полтавка) проживають 33.3 % населення району.
Національний склад
За Всеросійським переписом населення 2010 року
| Національність  | Чисельність населення, осіб | Частка від населення |
| --------------- | --------------------------- | -------------------- |
| Білоруси        | 156                         | 0,72                 |
| Казахи          | 261                         | 1,20                 |
| Німці           | 1656                        | 7,61                 |
| Росіяни         | 15286                       | 70,21                |
| Татари          | 69                          | 0,32                 |
| Українці        | 3619                        | 16,62                |
| Інші нації      | 725                         | 3,33                 |
| Разом по району | 21772                       | 100,00               |

## Пам'ятки
- Озеро Ебейти

Пам'ятки історії, архітектури, археології і монументального мистецтва району
- Обеліск воїнам-землякам, загиблим у роки Великої Вітчизняної Війни 1941—1945 років, встановлений в 1950 році, Полтавка
- Будівля амбулаторії переселенської лікарської ділянки, вул. Леніна, Полтавка
- Будівля першої сільської школи, вул. Леніна, 12, Полтавка
- Будівля першої хати-читальні, вул. Леніна 14, Полтавка
- Пам'ятник В. І. Леніну, встановлений в 1949 році, Полтавка